# آسیاب جاکی ۲
آسیاب جاکی ۲ مربوط به سده‌های متاخر دوران‌های تاریخی پس از اسلام است و در شهرستان گچساران، بخش مرکزی، دهستان لیشتر، ۱۵۰۰ متری جنوب غربی روستای انجیرسیاه واقع شده و این اثر در تاریخ ۱۸ شهریور ۱۳۸۷ با شمارهٔ ثبت ۲۳۳۴۹ به‌عنوان یکی از آثار ملی ایران به ثبت رسیده است.